# 2007 en Allemagne
Chronologie de l’Allemagne
- 2003
- 2004
- 2005
- 2006
- 2007
- 2008
- 2009
- 2010
- 2011

Cet article traite des événements qui se sont produits durant l'année 2007 en Allemagne.

## Gouvernements

### Niveau fédéral
- Président : Horst Köhler
- Chancelier : Angela Merkel

### Niveau desLands
- Ministre-président de Bade-Wurtemberg : Günther Oettinger
- Ministre-président de Basse-Saxe : Christian Wulff
- Ministre-président de Bavière : Edmund Stoiber jusqu'au 30 septembre, puis Günther Beckstein
- Bourgmestre-gouverneur de Berlin : Klaus Wowereit
- Ministre-président de Brandebourg : Matthias Platzeck
- Président du Sénat de Brême : Jens Böhrnsen
- Premier bourgmestre de Hambourg : Ole von Beust
- Ministre-président de Hesse : Roland Koch
- Ministre-président de Mecklembourg-Poméranie-Occidentale : Harald Ringstorff
- Ministre-président de Rhénanie-du-Nord-Westphalie : Jürgen Rüttgers
- Ministre-président de Rhénanie-Palatinat : Kurt Beck
- Ministre-président de Sarre : Peter Müller
- Ministre-président de Saxe : Georg Milbradt
- Ministre-président de Saxe-Anhalt : Wolfgang Böhmer
- Ministre-président de Schleswig-Holstein : Peter Harry Carstensen
- Ministre-président de Thuringe : Dieter Althaus

## Événements

### Janvier
- 1er janvier : l'Allemagne assume la présidence du G8 pour l'année et la présidence du Conseil de l'Union européenne pour six mois
- 1er janvier : la taxe sur la valeur ajoutée passe de 16 % à 19 % pour fiancer les baisses d'impôts consenties aux ménages.
- 1er janvier : BenQ-Siemens (en) à Munich se déclare insolvable
- 5 janvier : Mounir al-Motassadeq est condamné à 15 ans de prison à Hambourg pour son implication dans les attentats du 11 septembre 2001
- 8 janvier : l'approvisionnement en pétrole à l'Allemagne, la Pologne et l'Ukraine de la part de la Russie est interrompu pour trois jours dans le cadre du conflit énergétique Russie–Biélorussie
- 18 janvier : à la suite de pressions de la part des membres de son parti, Edmund Stoiber annonce sa démission en tant que ministre-président de la Bavière et président de l'Union chrétienne-sociale en Bavière. Cette démission entre en effet le 30 septembre.
- 18 janvier : la tempête Kyrill, la pire tempête à frapper l'Allemagne depuis 1999, fait 13 morts en Allemagne et au moins 31 dans le reste de l'Europe

### Février
- 2 février : la parlement fédéral passe une réforme de l'assurance maladie rendant l'assurance obligatoire pour les citoyens allemands
- 8–18 février : la Berlinale 2007, c'est-à-dire le 57e festival international du film de Berlin, se tient

### Mars
- 9 mars : l'âge légal de départ à la retraite national passe à 67 ans
- 9 mars : dans le cadre de la guerre d'Afghanistan, la parlement fédéral approuve le déploiement de plusieurs avions de combat Panavia Tornados en Afghanistan

### Avril
- 13 avril : Günther Oettinger, ministre-président de Bade-Wurtemberg, crée une controverse avec son éloge de son prédécesseur, Hans Filbinger. Oettinger décrit Filbinger comme étant un opposant au régime nazi bien qu'il fût un membre du Parti nazi et que son rôle durant la guerre est encore débattu.

### Mai
- 7 mai : le président Horst Köhler rejette une demande de pardon de la part de Christian Klar, un terroriste de la Fraction armée rouge, qui sert une sentence d'emprisonnement à vie pour le meurtre du banquier Jürgen Ponto
- 14 mai : le constructeur automobile DaimlerChrysler basé à Stuttgart vend sa société fille américaine Chrysler pour 5 500 millions d'euros, mettant fin à une union de 10 ans. Après la défusion, DaimlerChrysler est renommé en Daimler AG.

### Juin

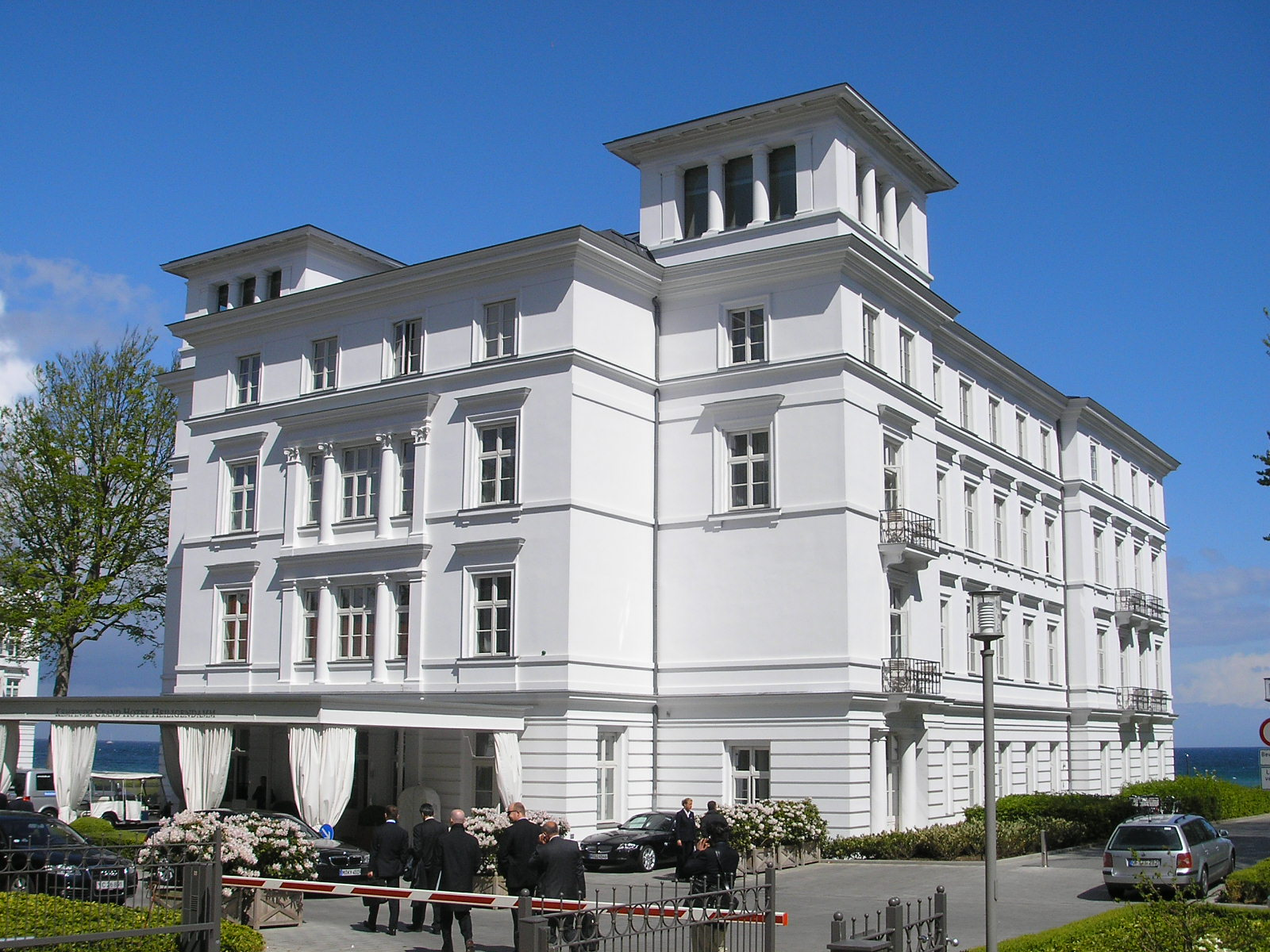
Le Kempinski Grand Hôtel d'Heiligendamm où se tient le sommet du G8 du 6 au 8 juin

- 1er juin : le DAX dépasse 8 000 points pour la première fois en huit ans
- 6–8 juin : le sommet du G8 se tient à Heiligendamm dans l'État du Mecklembourg-Poméranie-Occidentale

### Décembre
- 21 décembre : les postes frontaliers aux frontières orientales de l'Allemagne sont enlevés puisque la République tchèque, la Pologne et sept autres pays rejoignent l'accord de Schengen. La seule frontière allemande ayant toujours des postes frontaliers est avec la Suisse.

## Décès

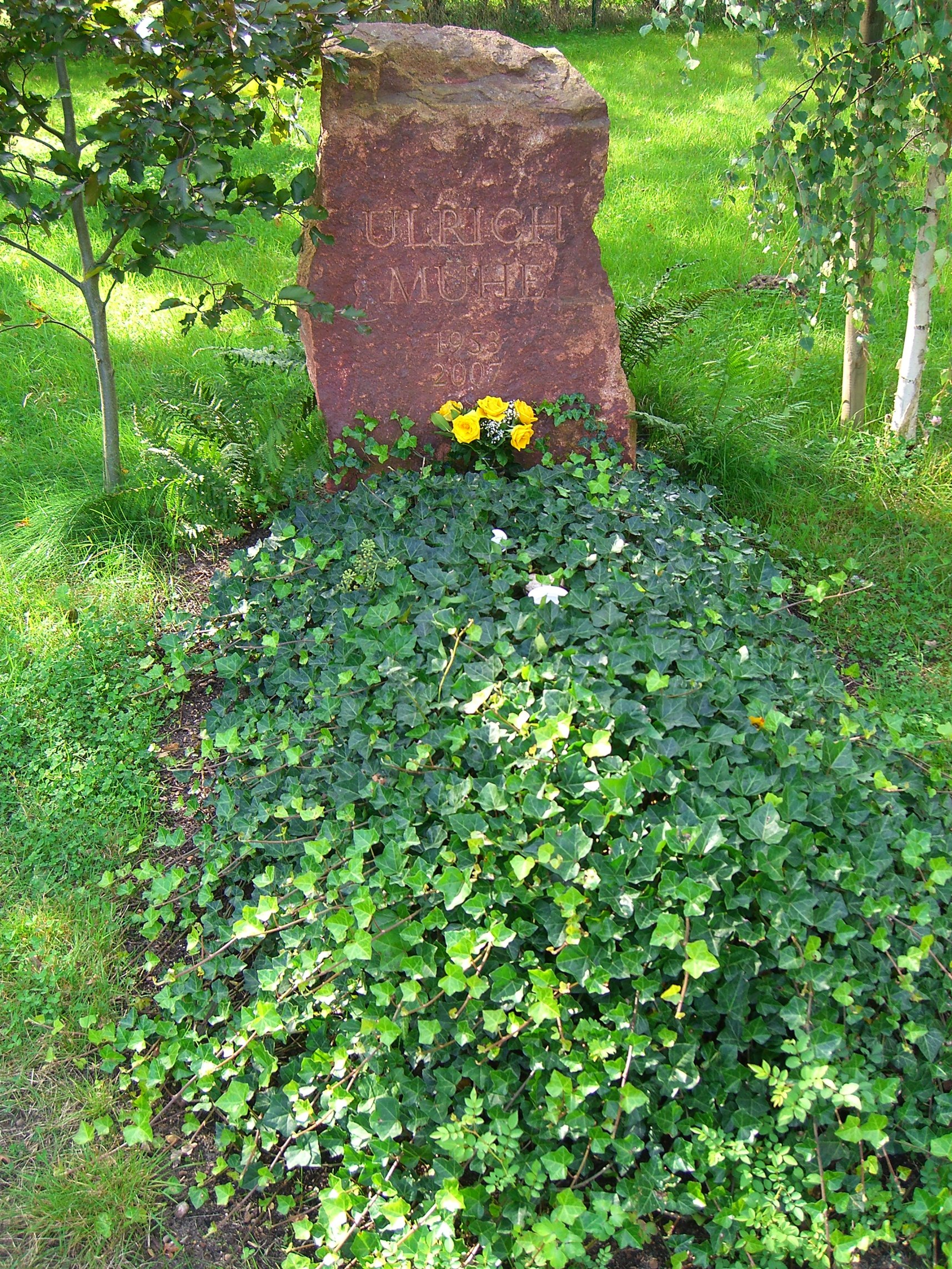
Tombe d'Ulrich Mühe

- 16 janvier : Rudolf-August Oetker (né en 1916), un entrepreneur
- 22 février : Lothar-Günther Buchheim (né en 1918), un romancier, peintre, photographe, éditeur et auteur d'ouvrages d'art
- 1er avril : Hans Filbinger (né en 1913), un juriste et politicien membre de l'Union chrétienne-démocrate
- 28 mai : Jörg Immendorff (né en 1945), un peintre
- 26 juin : Jupp Derwall (né en 1927), un footballeur
- 4 juillet : Liane Bahler (née en 1982), une cycliste
- 22 juillet : Ulrich Mühe (né en 1953), un acteur
- 23 juillet : Ernst Otto Fischer (né en 1918), un chimiste, colauréat du prix Nobel de chimie en 1973
- 28 octobre : Evelyn Hamann (née en 1942), une actrice
- 28 novembre : Elly Beinhorn (née en 1907), une pilote ayant établi de nombreux records de distance